# Boston Manufacturing Company
Die Boston Manufacturing Company (BMC), 1813 von Francis Cabot Lowell gegründet, errichtete als Hersteller von Textilien im 19. Jahrhundert die erste Fabrik in den Vereinigten Staaten, die mehrere Produktionsschritte unter einem Dach vereinte. Zugleich war sie mit mehr als 300 Mitarbeitern lange Zeit der größte Arbeitgeber der USA. Obwohl der Name anderes vermuten lässt, befindet sich das Gebäude in Waltham im Bundesstaat Massachusetts der Vereinigten Staaten. Das Unternehmen wurde 1977 als National Historic Landmark District in das National Register of Historic Places (NRHP) eingetragen und ist heute ein Industriemuseum.

## Architektur
Die Bauarbeiten an den Werkshallen begannen unter der Aufsicht von Paul Moody im Jahr 1813 mit der Errichtung einer ersten Tuchfabrik. 1816, 1821 und 1843 folgten weitere Anbauten, von denen das 1821 fertiggestellte Gebäude heute nicht mehr existiert. Die übrigen drei stehen unmittelbar nebeneinander und bilden nach außen eine einheitliche, fünf Stockwerke hohe Fassade mit rund 97,5 m Länge und 13,7 m Breite. Der NRHP-Eintrag bezieht sich auf diese drei ältesten Bauwerke sowie auf das anschließende Grundstück bis zum Charles River. Die übrigen, jüngeren Bauwerke und Objekte auf dem Grundstück der BMC wurden als nicht zur Relevanz beitragend eingestuft.
Bereits kurz nachdem das Untergeschoss des ersten Gebäudes fertiggestellt war, richtete Moody dort eine Werkstatt ein, in der er und sein Partner Lowell gemeinsam an Entwürfen für ihre neuen Textilmaschinen arbeiteten. Die Maschinen in der fertiggestellten Fabrik wurden über ein Wasserrad im Untergeschoss angetrieben, das von Jacob Perkins installiert wurde. Im Erdgeschoss wurde kardiert, im ersten Obergeschoss war die Spinnerei und in den oberen beiden Etagen waren die Webereien untergebracht.
Als sich nach dem Produktionsbeginn die neuen Maschinen und Verfahren als erfolgreich erwiesen hatten, wurde die Fabrik schrittweise ausgebaut und um neue Gebäude erweitert, was in den 1840er Jahren vor allem durch die Verbesserung der Energiegewinnung ermöglicht wurde.
Die drei Fabrikhallen, auf die sich der NRHP-Eintrag bezieht, wurden im Laufe der Zeit nur marginal verändert. Bis in die 1970er Jahre hinein wurden dort – zuletzt durch die Puritan Dress Company – Textilien hergestellt, sodass die Innenbereiche noch weitgehend im Originalzustand erhalten sind.

## Historische Bedeutung

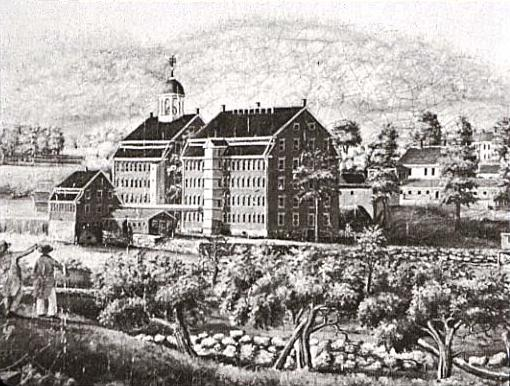
Die BMC zu Beginn des 19. Jahrhunderts

Die Textilindustrie Neuenglands war der Ursprung für die Industrialisierung der Vereinigten Staaten und diente als Experimentierfeld für industrielle Prozesse. Die Anfänge reichen bis in die 1790er Jahre zurück, als William Almy und Moses Brown die Ideen und Fähigkeiten des englischen Immigranten Samuel Slater nutzten, um gemeinsam mit ihm in Providence die erste kommerziell erfolgreiche Textilfabrik der USA zu eröffnen.
Die Idee fand viele Nachahmer, sodass 1810 bereits 168 Textilfabriken mit 90.000 Webspindeln existierten. Der Markt war hart umkämpft, und die Unternehmen konkurrierten mit preiswerten Importen aus England sowie um qualifizierte Arbeitskräfte und Kapitalgeber. Jeffersons Handelsembargo und der kurze Zeit später ausgetragene Britisch-Amerikanische Krieg veränderten die Situation jedoch, indem ausländische Wettbewerber von der Marktteilnahme ausgeschlossen wurden und Investoren frisches Geld zum Aufbau weiterer Textilfabriken bereitstellten. Zu diesen neuen Unternehmen zählte auch die Boston Manufacturing Company, die mit ihren Innovationen die Prozesse der Textilherstellung von Grund auf neu definierte.
Der wesentliche Treiber und Architekt hinter der BMC war Francis Cabot Lowell, der die Textilindustrie der Briten bei seinen Reisen durch Großbritannien eingehend studierte und die Ideen und Pläne dazu auswendig lernte, da der Export dieser Technologien verboten war. Nach seiner Rückkehr gründete er am 23. Februar 1813 gemeinsam mit seinem Schwager Patrick T. Jackson, seinem Cousin Benjamin Gorham, Uriah Cotting sowie weiteren Investoren wie Nathan Appleton die Boston Manufacturing Company mit Sitz in Waltham. Lowells Pläne sahen vor, die Spinn- und Webprozesse erstmals unter einem Dach zu vereinen, das gesamte Unternehmen zu mechanisieren und die Maschinen mit Wasserkraft anzutreiben.
Als Standort wählte das Konsortium ein Grundstück am Charles River, auf dem zuvor eine Papiermühle betrieben worden war. Zudem wurde der als hochqualifiziert angesehene Ingenieur Paul Moody als „superintendent of construction“ (vergleichbar mit der Position eines Bauleiters) eingestellt, da Perkins ein entsprechendes Angebot abgelehnt hatte. Nach rund einem Jahr Bauzeit konnte das erste Gebäude mit Außenabmessungen von circa 27,5 m × 13,7 m fertiggestellt und im November 1814 in Betrieb genommen werden. Lowell entwarf einen Kraftstuhl, der von Moody zunächst als Modell gebaut wurde. Gegen Ende des Jahres war der selbstkonstruierte Webstuhl praxistauglich und diente neben weiteren, zugekauften Maschinen als Grundlage für den Betrieb des Unternehmens. Als Bedienstete stellte die BMC vorwiegend Frauen von den umliegenden Bauernhöfen ein, für die sie unternehmenseigene Unterkünfte gebaut hatte.
Aufgrund der neuartigen Kombination aller Produktions- und Verarbeitungsschritte vom Rohstoff bis zum fertigen Produkt unter einem gemeinsamen Dach und in einer einzigen Organisationseinheit war die BMC das erste Unternehmen der Vereinigten Staaten, das heute als „moderne Fabrik“ bezeichnet wird. Dieses „Waltham-Modell“ wurde von vielen Unternehmen – auch aus anderen Branchen – kopiert und hatte bedeutende Auswirkungen auf die beginnende Industrialisierung der USA. Auf diesem Prinzip wurde mit Lowell auch die erste am Reißbrett geplante Industriestadt der Vereinigten Staaten aufgebaut.

Blick in eine Werkshalle nach der Schließung des Unternehmens

Der von Lowell entwickelte Kraftstuhl beendete die Abhängigkeit des Landes von britischen Technologien. Moody gelang es mit seinen Assistenten, erhebliche technologische Fortschritte in nahezu jedem Schritt der Textilherstellung zu erzielen; unter anderem erfand Moody die Schärmaschine, verbesserte das Verfahren zur Roving-Herstellung und entwickelte eine Drossel für das „dead-spindle“-Verfahren des Spinnens. Moodys Anpassungen britischer Entwicklungen und eigene Erfindungen, die er zwischen 1814 und 1824 in der BMC-Werkstatt machte, waren mit Abstand die bedeutendsten der amerikanischen Textilindustrie und bildeten die Grundlage für die Geschäftstätigkeit der Saco-Lowell Shops, die lange Zeit einer der größten Hersteller für Maschinen zur Textilherstellung der USA waren.
Bereits in den ersten zehn Jahren ihres Bestehens vergrößerte sich die BMC erheblich, was sich auch auf das bis dahin eher ländlich geprägte Waltham auswirkte. Die Textilien der BMC waren mit britischen Importen konkurrenzfähig, sodass das Unternehmen beachtliche Gewinne erzielen konnte, die es teilweise in den Bau von Schulen und Kirchen in der Stadt investierte. Darüber hinaus gründete das Unternehmen eine Bibliothek und die erste Feuerwache der Stadt.
Auf dem Höhepunkt des Erfolgs starb 1817 Francis Lowell. Jackson und Appleton gründeten daraufhin mit weiteren Investoren – bekanntgeworden als The Boston Associates – die Merrimack Manufacturing Company in der nach ihrem verstorbenen Partner benannten Stadt Lowell. Die BMC konnte jedoch nicht an ihre bisherigen Erfolge anknüpfen und hatte um 1850 den Großteil ihrer ehemaligen Bedeutung eingebüßt. 1929 wurde das Unternehmen endgültig geschlossen.